# Coppa Italia Dilettanti (Fase Interregionale) 1986-1987
La fase Interregionale della Coppa Italia Dilettanti 1986-1987 è un trofeo di calcio cui partecipano le squadre militanti nel Campionato Interregionale 1986-1987. Questa è la 6ª edizione. La vincitrice si qualifica per la finale della Coppa Italia Dilettanti 1986-1987 contro la vincitrice della fase Promozione.

## Primo turno
| Squadra 1         | Totale      | Squadra 2               | Andata     | Ritorno     |
| ----------------- | ----------- | ----------------------- | ---------- | ----------- |
| PRIMO TURNO       | PRIMO TURNO | PRIMO TURNO             | 07.09.1986 | 14.09.1986  |
| (VEN) Tombolo     | 2 – 1       | Pro Gorizia (FVG)       | 1 – 0      | 1 – 1       |
| (UMB) Gubbio      | 3 – 1       | Elettrocarbonium (UMB)  | 2 – 0      | 1 – 1       |
| (E.R.) Riccione   | 2 – 2 (gfc) | Città di Castello (UMB) | 0 – 0      | 2 – 2       |
| (ABR) Chieti      | 6 – 1       | Pro Vasto (ABR)         | 3 – 0      | 3 – 1       |
| (PUG) Fasano      | 1 – 2       | Corato (PUG)            | 1 – 0      | 0 – 2       |
| (PUG) Manfredonia | 3 – 4 (dtr) | Lucera (PUG)            | 0 – 0      | ? – ? (dtr) |
| (BAS) Policoro    | ? – ?       | Acri (CAL)              | ? – ?      | 0 – 6       |

## Secondo turno
Il Chieti (ABR) elimina il Pineto (ABR) (3-1) e la Monturanese (MAR) (7-0).
| data       | GIRONE ?                  | ris.  |
| ---------- | ------------------------- | ----- |
| 08.10.1986 | Vadese - Gubbio           | 0 – 2 |
| 22.10.1986 | Santarcangiolese - Vadese | ? – ? |
| 05.11.1986 | Gubbio - Santarcangiolese | 4 – 1 |

| Reg. | Class. Girone ?  | P.ti | G | V | N | P | GF | GS | DR |
| ---- | ---------------- | ---- | - | - | - | - | -- | -- | -- |
| UMB  | Gubbio           | 4    | 2 | 2 | 0 | 0 | 6  | 1  | +5 |
| MAR  | Vadese           | ?    | 2 | ? | ? | ? | ?  | ?  | ?  |
| E.R. | Santarcangiolese | ?    | 2 | ? | ? | ? | ?  | ?  | ?  |

## Ottavi di finale
| Squadra 1    | Totale       | Squadra 2    | Andata     | Ritorno    |
| ------------ | ------------ | ------------ | ---------- | ---------- |
| QUARTO TURNO | QUARTO TURNO | QUARTO TURNO | 08.01.1987 | 21.01.1987 |
| (UMB) Gubbio | 0 – 2        | Chieti (ABR) | 0 – 1      | 0 – 1      |

## Quarti di finale
| Squadra 1    | Totale       | Squadra 2         | Andata     | Ritorno    |
| ------------ | ------------ | ----------------- | ---------- | ---------- |
| QUINTO TURNO | QUINTO TURNO | QUINTO TURNO      | 25.03.1987 | 27.03.1987 |
| (ABR) Chieti | 5 – 2        | Manfredonia (PUG) | 3 – 0      | 2 – 2      |

## Semifinali
| Squadra 1                 | Totale                    | Squadra 2                 | Andata     | Ritorno    |
| ------------------------- | ------------------------- | ------------------------- | ---------- | ---------- |
| SEMIFINALE INTERREGIONALE | SEMIFINALE INTERREGIONALE | SEMIFINALE INTERREGIONALE | 07.06.1987 | 10.06.1987 |
| (ABR) Chieti              | 4 – 1                     | Valdagno (VEN)            | 2 – 0      | 2 – 1      |
| (LOM) Seregno             | ?                         | ?                         | ?          | ?          |

## Finale
| Squadra 1             | Totale                | Squadra 2             | Andata     | Ritorno    |
| --------------------- | --------------------- | --------------------- | ---------- | ---------- |
| FINALE INTERREGIONALE | FINALE INTERREGIONALE | FINALE INTERREGIONALE | 14.06.1987 | 21.06.1987 |
| (LOM) Seregno         | 3 – 3 (gfc)           | Chieti (ABR)          | 3 – 1      | 0 – 2      |